# Dames tchèques
Pour un article plus général, voir Dames.
 (signalé en juillet 2025).
Si vous disposez d'ouvrages ou d'articles de référence ou si vous connaissez des sites web de qualité traitant du thème abordé ici, merci de compléter l'article en donnant les références utiles à sa vérifiabilité et en les liant à la section « Notes et références ».
- Archive Wikiwix
- Bing
- Cairn
- DuckDuckGo
- E. Universalis
- Gallica
- Google
- G. Books
- G. News
- G. Scholar
- Persée
- Qwant
- (zh) Baidu
- (ru) Yandex
- (wd) trouver des œuvres sur Wikidata

Les dames tchèques sont un jeu de stratégie combinatoire abstrait de la famille des dames. Les dames tchèques sont jouées principalement en Tchéquie et en Slovaquie.

## Règles

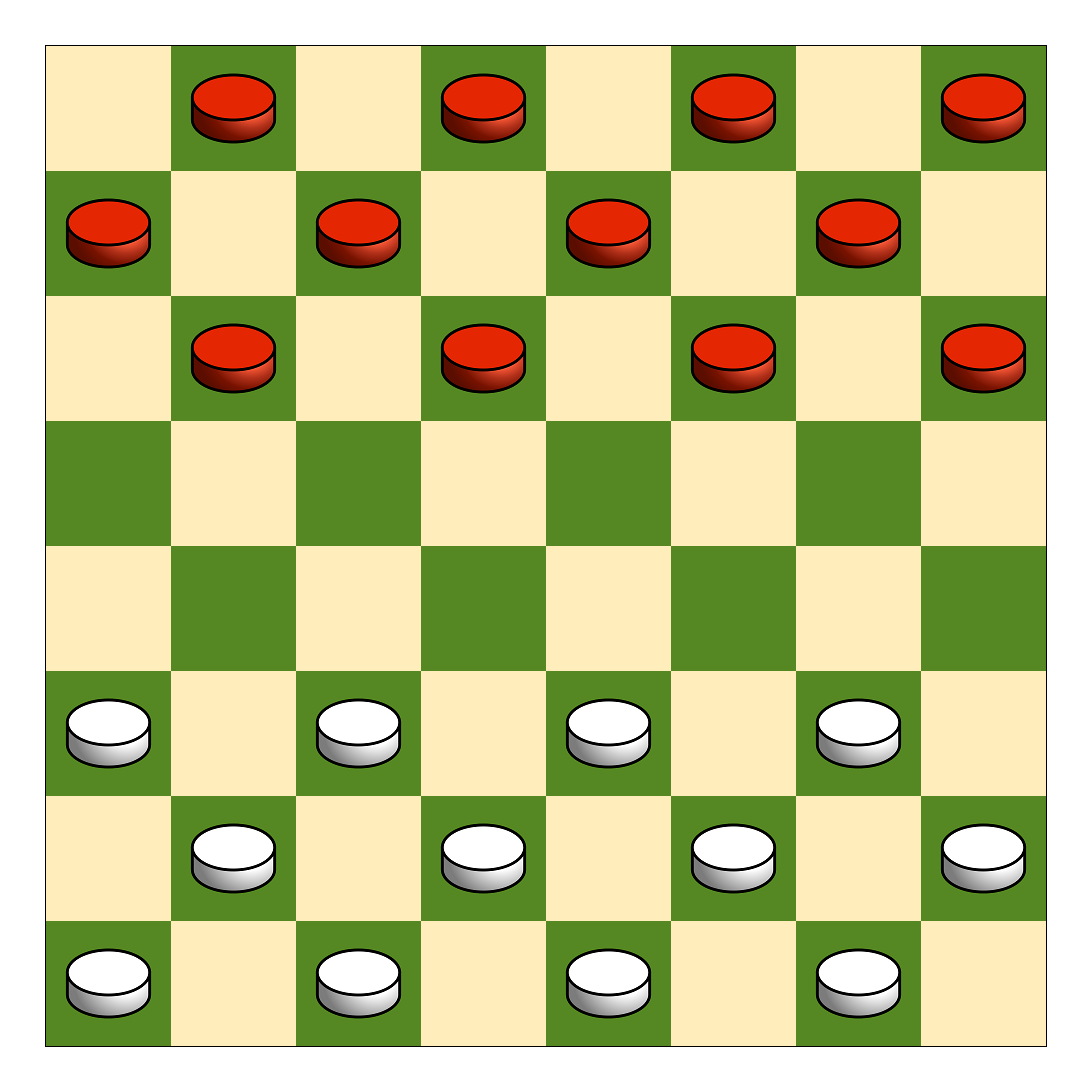
Position de départ.

- Taille du plateau : 64 cases (8 x 8) ;
- Nombre de pions : 24 (2 x 12) ;
- Orientation du plateau : la grande diagonale relie la gauche de chaque joueur ;
- Cases utilisées : cases sombres ;
- Joueur avec l'initiative : blancs ;
- Prise autorisée des pions : diagonales avant et arrière ;
- Contrainte de prise : prise majoritaire facultative mais toute rafle doit aller au bout ;
- Prise qualitative : les prises de la dame sont prioritaires sur celles du pion ;
- Dame : dame volante ;
- Retrait des pions pris : après la rafle ;
- Promotion en passant : interdite.

## Variantes
En Slovaquie, le jeu est parfois joué avec deux rangées de pions par joueur au lieu de trois.